# Yahiro
Yahiro (八尋 ou 八宏 ou alors 矢広) est un prénom japonais masculin et aussi un surnom japonais. 

## Personnalités japonaises
Nom
- Fuji Yahiro (八尋 不二?, 1904–1986), scénariste japonais
- Yoshikazu Yahiro (八尋 義和?, né 1970), guitariste japonais

Prénom
- Yahiro Kazama (風間 八宏?, né 1961), footballeur et manager japonais